# Turdinus
Turdinus is een geslacht van vogels uit de familie van de Pellorneidae. De wetenschappelijke naam van het geslacht is voor het eerst geldig gepubliceerd in 1844 door Edward Blyth. Er zijn drie soorten:
- Turdinus atrigularis  – Zwartkeelsluiptimalia
- Turdinus macrodactylus  – Grote sluiptimalia
- Turdinus marmoratus  – Marmersluiptimalia